# Iad (rijeka)
Iad (također: Iada) je lijeva pritoka rijeke Crișul Repede u Rumunjskoj.

## Tok
Nastaje sutokom više potoka u mjestu Stâna de Vale, općina Budureasa, županija Bihor, a ulijeva se u Crișul Repede kod Bulza. Duljina joj je 46 km, a površina porječja 220 km2.

## Pritoke
Sljedeće rijeke su pritoke Iada:
- Lijevo: Leșu
- Desno: Cârligate, Valea Runcului, Guga, Valea Lupului, Dașor, Sărăcel